# Henri Weber
Pour les articles homonymes, voir Weber.
Henri Weber, né le 23 juin 1944 à Léninabad (Tadjikistan - URSS) et mort le 26 avril 2020 à Avignon (Vaucluse), est un politologue puis homme politique français, membre du Parti socialiste (PS), sénateur de la Seine-Maritime puis député européen.

## Biographie

### Jeunesse
Les parents d'Henri Weber, horlogers juifs, vivaient en 1938 à Chrzanów en Pologne, à quelques kilomètres d'Oświęcim où sera plus tard construit le camp d'extermination d'Auschwitz. Au moment du Pacte germano-soviétique d’août 1939, ils partent pour l’URSS. Refusant de devenir citoyens soviétiques, ils sont envoyés dans un camp de travail en Sibérie avant d’être transférés dans un autre à Leninabad (aujourd’hui Khodjent au Tadjikistan) où Henri Weber naît en 1944 sur un navire-hôpital amarré sur les rives du fleuve Syr-Daria. Son père, de formation horlogère, doit s'y improviser un emploi de bûcheron et sa mère y est couturière.
Après 1945, ses parents retournent s'installer en Pologne, mais fuient le pays au bout de quatre ans, du fait de l’antisémitisme ambiant. Ils émigrent en France, vivant dans un deux-pièces-cuisine, rue de la Mare, dans le 20e arrondissement de Paris.
Enfant puis adolescent, Henri Weber est membre du Hashomer Hatzaïr, organisation scoutiste de gauche, sioniste mais laïque, où il rencontre sa compagne Pascale et acquiert une formation à l’entraînement de groupe, qui attira l'attention de son ami Alain Krivine qui lui confia la responsabilité du service d'ordre de la Ligue communiste en 1969.
Après une scolarité au lycée Jacques-Decour, il entre en propédeutique puis étudie la sociologie. Il adhère à l'Union des étudiants communistes (UEC) à la Sorbonne, où il rencontre son aîné Alain Krivine, qui est, en 1966, son témoin de mariage, son épouse choisissant l'épouse de Krivine comme témoin.
Responsable des étudiants en préparation aux grandes écoles au sein de l’Union nationale des étudiants de France (UNEF), Krivine a adhéré fin 1961 à l'Organisation communiste internationaliste et cherche à recruter des militants. En 1962, Alain Krivine a obtenu le ralliement de l'UEC au Front universitaire antifasciste, fondé en réaction au putsch d’Alger du 23 avril 1961, dont il assure la présidence. Il en tire un prestige qui permet aux 150 militants de sa « fraction de gauche » de contrôler l'UEC de la Sorbonne, avec leurs propres finances et publications.
En août 1963, Weber et Krivine participent à un camp d'été coorganisé par l'UEC et le FLN à Sidi-Ferruch, dans la banlieue d'Alger et Weber devient à la rentrée secrétaire du secteur Sorbonne-Lettres, l'un des dix groupes UEC par disciplines universitaires mis en place par Alain Krivine, qui quadrillent la faculté. Henri Weber et Pascale sont fréquemment ses invités personnels, tout comme Philippe Robrieux, secrétaire général de l'UEC à la fin des années 1950, qui identifie alors Henri Weber dans la mouvance trotskiste OCI de Pierre Frank.
Lorsque le Parti communiste français (PCF), affaibli par les succès gaullistes de 1958 et 1962, annonce son soutien dès le premier tour de l'élection présidentielle de 1965 à la candidature de François Mitterrand, malgré son passé de ministre pendant la guerre d'Algérie, les militants UEC de la Sorbonne entrent en dissidence de plus en plus marquée.
Environ soixante-dix d'entre eux quittent l'UEC à l'occasion d'un séminaire de Noël à Briançon avec l'économiste trotskiste Ernest Mandel et fondent dans la foulée la Jeunesse communiste révolutionnaire (JCR). En janvier 1966, Claude Chisserey et Alain Krivine se lèvent pour chanter L'Internationale car la direction communiste de l'UEC élue au congrès d'avril avait proposé de les exclure, à la demande de Paul Laurent et Roland Leroy.
Mais la majorité de la « fraction de gauche » ne participe pas à la création des JCR, se dispersant aussi autour des lambertistes, mais aussi des maoïstes de l'École normale supérieure qui n'ont pas soutenu la fraction de gauche lors du congrès de l'UEC.
En 1966-1967, Henri Weber et son ami Alain Krivine sont des piliers du cercle « socio-philo » qui se réunit dans la cave de l'appartement de l'écrivain et résistant gaulliste David Rousset, avec son fils Pierre Rousset.

### Mai 68
En 1968, il participe au mouvement de Mai 68, alors qu'il est toujours étudiant à la Sorbonne. Le 3 mai, il accueille les étudiants de Nanterre,, où la JCR est mieux implantée, qui vient d'être fermée. Le meeting dans la cour de la Sorbonne ne réunit que deux cents personnes environ. Il est évacué de force, les négociations infructueuses avec la police étant menées par d'autres soixante-huitards, Claude Chisserey et Charles Berg. L'évacuation déclenche les premiers jets de pavés contre les CRS, filmés par l'ORTF, pour une émission de reportage qui sera censurée le soir du 11 mai, provoquant la nuit des barricades de Mai 68.
Le 9 mai, la JCR, organisation encore modeste, se fait connaître en invitant Daniel Cohn-Bendit, qui a été interviewé par l'ORTF peu avant, à un meeting européen anti-guerre du Viêt Nam, décidé les 11 et 12 mars 1967 lors d'une « conférence de Bruxelles » réunissant douze partis européens, la JCR étant chargée de réserver la salle. Symbole de l'extension du mouvement à toutes les universités, Henri Weber est à la tribune avec lui et Daniel Bensaïd, autre militant du mouvement du 22 Mars, un Toulousain d'origine modeste, élève à l'École normale supérieure et hébergé à la résidence universitaire de Nanterre. Henri Weber se lie d'amitié avec lui et gardera de Mai 68 le souvenir d'un « grand mouvement romantique et messianique » aspirant à « davantage de démocratie », en particulier chez les journalistes de l'ORTF, qui rappelle les grèves de juin 1936 et la grève générale belge de 1960-1961 à laquelle la JCR avait prêté une grande attention. Selon lui : « On a fait dire beaucoup de sottises » dans la presse à certains graffitis de l'époque, car il y avait en fait beaucoup d'interdits lors de Mai 68, le vol et le viol, dans les établissements occupés, tout comme le vandalisme dont aucune trace n'a jamais été retrouvée lors des nombreuses manifestations, même dans les beaux quartiers, compte tenu de service d'ordres nombreux et organisés.

### Parcours universitaire
En décembre 1968, Michel Foucault, directeur du département de philosophie au centre universitaire de Vincennes (Paris VIII) prend Henri Weber dans son équipe. Il y côtoie, entre autres, Gilles Deleuze, Jean-François Lyotard, Alain Badiou, François Châtelet, Étienne Balibar, Robert Linhart, etc.
De 1969 à 1988, Weber enseigne la philosophie politique, comme assistant, puis maître-assistant, et maître de conférences, après sa thèse soutenue en Sorbonne en 1973, sous la direction de Maurice de Gandillac, professeur de philosophie à l’université Paris-I. Reçu avec mention « très honorable », il voit sa thèse publiée en août 1975 aux éditions Bourgois, dans la collection 10-18, sous le titre Marxisme et conscience de classe.
Le centre universitaire de Vincennes offre de nombreux cours dans le domaine des sciences sociales, parfois donnés par des enseignants qui sont à la fois théoriciens et praticiens, en tant que dirigeants de partis politiques. Ainsi en 1971-1972, Henri Weber enseigne « Introduction aux marxistes du XXe siècle » et « La structure de l'extrême gauche en France », et Daniel Bensaïd discourt sur « De la nature des États ouvriers » alors qu'ils sont tous deux dirigeants de la Ligue communiste fondée en mai 1969.
Un après-midi, André Glucksmann et Jean-Paul Dollé mènent l'assaut à la tête d'une cinquantaine de militants qui font irruption dans le cours d'Henri Weber, maître-assistant en philosophie, intitulé « À quoi pense Mao ? » consacré aux écrits philosophiques et politiques de Mao Zedong. Un groupe mené par Alain Badiou perturbe aussi de nombreux cours.
« Plus qu'à Censier, La Sorbonne ou à Nanterre, je fus confronté à Vincennes au gauchisme le plus débridé », se souvient-il. La « folie ultra-gauchiste » eut selon lui pour conséquence la perte de l'habilitation du département de philosophie à délivrer des diplômes reconnus par l'Éducation nationale.
Lui-même est à la direction du service d'ordre de la Ligue communiste qui multiplie les coups d'éclats et affrontements avec l'extrême-droite mais sera mis en cause dans les affrontements du 21 juin 1973 à Paris, qui ont causé de graves brûlures à neuf policiers.
En juin 1988, il quitte l’université pour l’hôtel de Lassay, au cabinet de Laurent Fabius, président de l’Assemblée nationale. Mais il retourne à Paris VIII - Saint-Denis, de 1993 à 1995, après la défaite de la gauche aux élections législatives. Il met à profit cette « traversée du désert » en passant son doctorat en sciences politiques, sous la présidence d’Hugues Portelli, professeur à Paris II. Cette thèse de doctorat, « Acteurs et stratégies du changement social », obtient la mention « très honorable ».

### Années à l'extrême gauche

#### Directeur du journalRouge
Henri Weber a été directeur et rédacteur en chef de Rouge dont le premier numéro est publié le 18 septembre 1968, peu après les évènements de Mai 68 et qui est d'abord un quinzomadaire, alors qu'il n'existe plus de parti « JCR » depuis sa dissolution en juin et qu'il tente de se recréer autour des « Cercles Rouge », du nom de ce journal.
Daniel Bensaïd et lui, tous deux membres du bureau national de la Jeunesse communiste révolutionnaire, reversent à ce journal les droits d'auteur de leur premier livre Mai 68 : une répétition générale ?, l'un des ouvrages écrits l'année même du mouvement par des militants. Le livre, présenté comme celui de Daniel Bensaïd, est publié dans la collection « Cahiers libre », aux Éditions Maspero. Il fait l'objet de quelques lignes, dans une fiche de lecture collective, avec ceux de Cohn-Bendit, Max Gallo, et Étienne Borne, dans Le Monde du 26 novembre 1968. Modestes, les droits d'auteur ont contribué à une partie du financement du journal, qui deviendra six mois plus tard hebdomadaire, juste avant la candidature d'Alain Krivine à la présidentielle des 1er et 15 juin 1969. Le 25 septembre 1971, Henri Weber est nommé directeur de la publication. Le journal deviendra quotidien lors de la campagne présidentielle de 1974.
En avril 1975 il fonde la revue théorique Critique communiste, qu'il dirige jusqu'en 1980. Avec Krivine et Bensaïd, il est alors à la tête de la Tendance T2 de la Ligue, rivale de la T1 de Gérard Filoche, Denis Pingaud et Daniel Gluckstein, et de la T3 de Michel Lequenne et de Jean-René Chauvin.

#### Chef du service d'ordre de la Ligue communiste
Dès mars 1966, une photo dans Paris Match le montre en imperméable blanc au sein d'un petit groupe accueillant dans la cour de la Sorbonne, pour une rixe étudiante, un commando du Mouvement d'extrême-droite Occident venu de la faculté de droit voisine d'Assas, ce qui « fera plus pour ma gloire que mes harangues », reconnaîtra-t-il dans ses mémoires.
Après la fondation de la Ligue communiste en 1969, il est chargé de son service d'ordre, dont il écrit l'hymne-chanson : « Dans la nuit noire brillent les mousquetons, les CRS nous barrent le chemin, mais dans nos rangs y a pas d’hésitation, les CRS ça s’enfonce très bien » et organise « des stages, des sorties en forêt le samedi et le dimanche, avec entraînement aux actions collectives, coordonnées, avec maniement du bâton, du cocktail Molotov ».
Il organise des stages militants réunissant en Corse, sur la plage de Prunete, près de Cervione, près de 250 personnes en juillet 1970 puis le mois suivant, avec un professeur de karaté, qui forme les membres du service d'ordre de ce parti, séjour qui est "l’ancêtre des universités d’été de la Ligue" communiste, politique critiquée au sein du syndicat étudiant, qui entraîne la publication d'un rapport de l'IGAS sur la MNEF. Dès 1970, le congrès de l'Unef organisée à Caen décide à une forte majorité de se séparer de l'Uni-club (252 pour, 38 contre et 21 abstentions).
Ce service d'ordre participe aux violents affrontements du 9 mars 1971 contre la police lors d'une manifestation contre un meeting anti-immigrés du mouvement d'extrême droite Ordre nouveau au palais des Sports de Paris, organisée par le mouvement maoiste Gauche prolétarienne puis encadre la manifestation pour le centième anniversaire de la Commune de Paris, les 9 et 10 mars 1971.
Henri Weber est ensuite remplacé à sa tête par Pierre Rousset et Daniel Bensaïd en 1972, avant la charge contre la police du 20 janvier 1973, mais il est présent lors d'une autre manifestation, le 21 juin 1973 contre un autre meeting Ordre nouveau, également coorganisée avec la Gauche prolétarienne et qui cause les violents émeutes du 21 juin 1973 à Paris.
Les brûlures subies par 72 policiers lors de la charge des manifestants entraînent la dissolution de la Ligue communiste et la critique de sa direction par les militants du parti dans les entreprises.
Parallèlement, il a développé en 1971 une « Commission très spéciale » (CTS) de la Ligue communiste, chargée des « opérations exemplaires » ou spectaculaires, autour d'ex-lycéens, comme Michel Recanati puis Romain Goupil, qui était encore en classe de seconde en Mai 68. Dans le film de ce dernier, Mourir à trente ans, Henri Weber reconnait que ces militants étaient parfois très jeunes. Michel Recanati, inculpé en 1972 pour des slogans peints sur la façade d'une ambassade et un drapeau américain détruit sera finalement relaxé par la justice dans l'affaire des émeutes du 21 juin 1973 à Paris.

### Travaux de recherche
Entre 1981 et 1984, il cesse toute activité politique pour se consacrer à sa famille et ses travaux de recherche, qui portent notamment sur les débats théoriques au sein de la social-démocratie au début du XXe siècle et l'eurocommunisme. En 1982, il intègre le Centre de recherches sur les mutations des sociétés industrielles (CRMSI), dirigé par Jean-Louis Moynot, ex-secrétaire confédéral de la CGT. Il y anime un « Observatoire du patronat français » et publie en septembre 1986, aux éditions du Seuil, Le Parti des Patrons : CNPF 1946-1986. C'est à l'occasion de ses recherches qu'il rencontre Laurent Fabius alors ministre de l'Industrie, puis Premier ministre, qui l'intègre à son premier cercle.
Avec Olivier Duhamel, Évelyne Pisier, François Châtelet, Jean-Luc Parodi et Xavier Brownes[Qui ?], il anime la collection « Recherches politiques » aux Presses universitaires de France (PUF), qui publie les thèses et les premiers livres de jeunes intellectuels, parmi lesquels Luc Ferry, Laurent Cohen-Tanugi ou encore Philippe Raynaud.

### Parti socialiste
Henri Weber entre au Parti socialiste (PS) en 1986,, la même année que Jean-Christophe Cambadélis, qui dirige une autre branche du trotskisme, le Parti communiste internationaliste, dit lambertiste, qui a amené avec lui au PS, en avril 1986, près de 450 autres militants, pour l'essentiel du syndicat étudiant UNEF.
Lors des élections législatives françaises de 1988, qui suivent une présidentielle où le PCF est tombé à seulement 6,8 % des voix, il est investi « grâce à des étudiants recrutés en une nuit et aussi vite disparus », selon son rival local du PS Georges Sali, qui dénonce un « parachutage ». Il est battu par Marcelin Berthelot, député-maire communiste de la 12e circonscription de Seine-Saint-Denis, avec 22,97 % des voix. Au premier tour de ces élections nationales, le Parti communiste a redressé la situation en remontant au premier tour à 11,3 % des suffrages.
Conseiller technique au cabinet de Laurent Fabius, président de l'Assemblée nationale, de 1988 à 1991, il est ensuite chargé de mission au cabinet de Martin Malvy jusqu'en 1992, puis de Louis Mermaz jusqu'en 1993, ministres chargés des Relations avec le Parlement.
Il est élu aux élections municipales de 1989 et devient maire-adjoint de Saint-Denis, président du groupe des élus socialistes jusqu'en 1995. En 1993, il est à nouveau battu aux élections législatives avec 10,77 % des voix (il avait été une première fois candidat aux élections législatives, le 4 mars 1973, à Nanterre, pour la Ligue communiste).
Appelé en Normandie par Laurent Fabius, Henri Weber est élu en 1995 conseiller municipal de Dieppe, puis sénateur de la Seine-Maritime la même année.

#### Parlement européen
Tête de liste de l'euro-circonscription du Grand-Nord-Ouest aux élections européennes de juin 2004, il est élu député européen avec 29,98 % des voix. Il est réélu en 2009 à la tête de la liste Auvergne, Centre, Limousin.
Au Parlement européen, il est, de 2004 à 2009, membre titulaire de la commission de la culture et de l'éducation et membre suppléant de la commission des affaires économiques et monétaires. Il est élu vice-président de la commission interparlementaire Union européenne/Chine en janvier 2007.
Durant son second mandat, de juin 2009 à juin 2014, il est membre titulaire de la commission de l'industrie, de la recherche et de l'énergie et membre suppléant de la commission des affaires juridiques, puis de la commission du commerce international. À ce titre, il fait voter l'amendement qui exclut la culture et l'audiovisuel du champ de la négociation commerciale avec les États-Unis, ce qui lui vaut en 2016 la médaille Beaumarchais décernée par la SACD (Société des auteurs et compositeurs dramatiques).
Il est confirmé vice-président de la délégation interparlementaire UE/Chine pour la législature 2009-2014.

#### À la direction du Parti socialiste
Dans les instances du Parti socialiste, il a été membre du bureau national et secrétaire national de 1993 à 2008, chargé successivement de l’Éducation nationale (1993 à 1995), de la Formation (1995 à 2003), de la Culture et des Médias (1998 à 2003) et à nouveau de la Formation (2005 à 2008). À ce titre, il relance la Revue socialiste, qu'il dirige jusqu'en 2005, et, en 1995, il préside à l'essor de l'université d'été du PS de La Rochelle et crée l'« université permanente des cadres fédéraux ». De 2008 à 2012, il est secrétaire national adjoint chargé de la mondialisation. Dans cette fonction, il élabore la stratégie du « juste échange » que le PS adopte à son congrès du Mans (2005) et le PSE (Parti socialiste européen) à son conseil de Varsovie les 2 et 3 décembre 2010.
De 2014 à 2017, il est directeur des études, chargé des questions européennes, auprès de Jean-Christophe Cambadélis, alors premier secrétaire du PS. À ce poste, il crée le GARE (Groupe d'action et de riposte européen) et publie soixante-quatorze questions et réponses pour réorienter l'Europe.
Il vote Emmanuel Macron dès le premier tour lors de l'élection présidentielle de 2017.

### Famille et vie privée

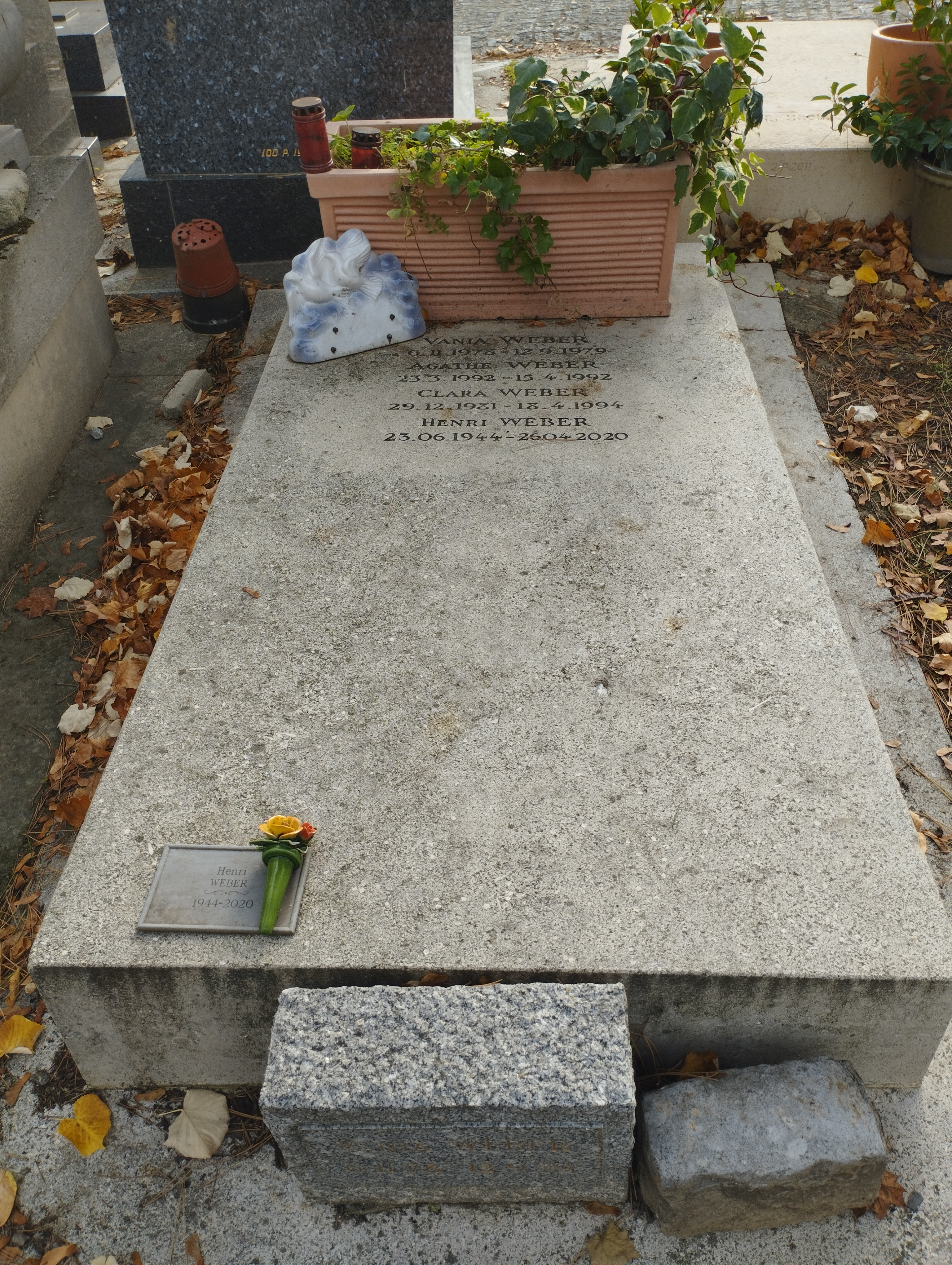
Tombe de Henri Weber au cimetière du Montparnasse (division 4).

Henri Weber rencontre très tôt Pascale Picard, décrite dans ses mémoires comme son amour d’adolescence et de jeunesse, avec laquelle il se marie le 29 janvier 1966 et à laquelle il reste lié jusqu’en 1973.
En septembre 2007, Henri Weber épouse Fabienne Servan-Schreiber, productrice de télévision et fondatrice de la société Cinétévé, avec laquelle il vivait depuis 1973. Ils ont eu ensemble six enfants.

### Mort
Henri Weber meurt le 26 avril 2020 à Avignon à l'âge de 75 ans, des suites du Covid-19. Il est enterré au cimetière du Montparnasse, en bordure de la 4e division, à Paris.

## Décoration
- Chevalier de la Légion d'honneur (2016)[40].

## Synthèse des mandats
- 1988-1995 : maire-adjoint de Saint-Denis (93), président du groupe des élus socialistes[12]
- 1995-2001 : conseiller municipal de Dieppe (76)[12]
- 1995-2004 : sénateur de Seine-Maritime (76)[12]
- 2004-2009 : député européen, tête de liste pour la circonscription Nord-Ouest (Normandie, Nord-Pas-de-Calais, Picardie)[12]
- 2009-2014 : député-européen, tête de liste pour la circonscription Auvergne, Centre, Limousin[12]

## Ouvrages
- 1968 : Mai 68 : une répétition générale (avec Daniel Bensaïd) Paris, éditions Maspero
- 1971 : Qu'est-ce que l'AJS ? - Contribution à l'analyse de l'extrême gauche en France, Paris, éditions Maspero
- 1974 : Marxisme et conscience de classe, Bourgois, coll. « 10-18 »
- 1977 : Parti communiste italien : aux sources de l'Euro-communisme, Bourgois
- 1981 : Nicaragua : la Révolution sandiniste, Paris, éditions Maspero
- 1986 : Le Parti des Patrons : le CNPF (1946-1986), éditions du Seuil ; édition de poche augmentée en 1991
- 1988 : Vingt ans après : Que reste-t-il de Mai 68 ?, éditions du Seuil
- 2000 : La Gauche expliquée à mes filles, éditions du Seuil
- 2003 : Le Bel Avenir de la gauche, éditions du Seuil
- 2004 : Lettre recommandée au facteur, éditions du Seuil
- 2008 : Faut-il liquider Mai 68 ?, éditions du Seuil
- 2011 : La Nouvelle Frontière, éditions du Seuil
- 2012 : Pour le juste échange - Réguler le commerce international, essai publié par la fondation Jean-Jaurès
- 2013 : Europe : pour un second souffle, éditions de la Fondation Jean-Jaurès
- 2016 : Éloge du compromis, Plon
- 2018 : Rebelle jeunesse, éditions Robert Laffont

### En collaboration
- 1977 : La Ve République à bout de souffle ? avec Denis Berger, Jean-Marie Vincent
- 1979 : Changer le PC ?, avec Olivier Duhamel, PUF
- 1982 : « La Russie soviétique et le pape du marxisme, Karl Kautsky », in L'URSS vue de gauche avec Lilly Marcou
- 1983 : Socialisme : la voie occidentale. Introduction au débat sur la grève de masse : Kautsky, Luxemburg, Pannekoek (collectif), PUF
- 1985 : « La théorie de Karl Kautsky », in Les interprétations du stalinisme avec Évelyne Pisier
- 2002 : Une nouvelle alliance - Une approche politique de la question sociale (notes de la fondation Jean-Jaurès) avec Laurent Baumel